# Мархаллкрек
Мархаллкрек (нидерл. Marchallkreek) — коммуна в Суринаме, расположенная в округе Брокопондо. На 2012 год население коммуны составляло 1171 человек.
На севере и востоке Мархаллкрек граничит с округом Пара, на юге граничит с коммуной Клааскрек, на западе — с коммуной Куакугрон.
По классификации климатов Кёппена, в Мархаллкреке экваториальный климат (Af).

## Население
В 2004 году Центральное бюро по гражданским делам записало население Мархаллкрека. Тогда оно составляло 1001 житель. Сейчас наблюдается рост — на 2012 год в коммуне живёт 1171 человек.